# Francia Jackson
Francia Jackson (ur. 8 listopada 1975 w Santo Domingo na Dominikanie) – siatkarka grająca jako rozgrywająca. 
Obecnie występuje w drużynie Mirador.